# Gloiosiphoniaceae
Gloiosiphoniaceae, porodica crvenih algi, dio reda Gigartinales. Postoji šest priznatih rodova s ukupno osam vrsta.

## Rodovi
1. Gloeophycus I.K.Lee & S.A.Yoo 1
2. Gloiosiphonia Carmichael 3
3. Peleophycus I.A.Abbott 1
4. Plagiospora Kuckuck 1
5. Rhododiscus P.Crouan & H.Crouan 1
6. Thuretella F.Schmitz 1